# Battle Chasers: Nightwar
Battle Chasers: Nightwar - компьютерная игра разработчик Airship Syndicate, издатель THQ Nordic. Жанры игры - RPG, Dungeon crawl. Игра вышла на платформах PC, PS4, Xbox One, macOS, Android. Разработчики планируют выпустить игру на платформе Switch. Дата выпуска игры 3 октября 2017 года.

## Сюжет
Много лет прошло с тех пор, как великий герой Арамус исчез, оставив свои волшебные перчатки, которые, если верить легендам, могут двигать горы. После этого события его дочь Галлия стала носить его перчатки. История начинается с того, что Нолан, великий маг, вместе со своими друзьями терпит воздушное кораблекрушение над островом Полумесяца, где лютует «золотая лихорадка» — земля на острове якобы имеет большие запасы маны. Когда герои уже были близко к острову, на них напал сперва один огромный дирижабль, потом второй. Во время битвы Галли, Калибретто, Гаррисон упали за борт дирижабля, но маг Нолан смог их телепортировать на землю. После этого Нолан думал, что остался с Рыжей Моникой на борту дирижабля, однако оглянувшись он увидел записку, прибитую к штурвалу, на ней было написано «Удачи, капитан». После этого дирижабль героев взорвался. Погиб Нолан или нет, будет показано в дальнейшем прохождении игры.

## Персонажи
- Галли — ещё в детстве потеряла своего отца и теперь странствует в его поисках. От папы у неё остались только две бойцовских перчатки, превращающих девочку в грозную боевую машину. Специализируется на накладывании щитов, как на себя, так и на союзников. Очень ценна как «груша для битья» за счёт большой полоски жизни и способности вызывать все удары на себя.
- Нолан — Именно старый маг Нолан когда-то спас Калибретто, а после стал защитником Галли. В бою волшебник может задействовать весь спектр магического оружия, а также лечит, возрождает и снимает негативные эффекты с союзников. Также полезен для нанесения урона сразу нескольким целям и накладывания на врагов постоянно действующих отрицательных эффектов.
- Калибретто — древний боевой голем, когда-то сумевший обрести сознание. Теперь это добрая громадина, способная и за себя постоять, и друзей подлечить. Бретто размахивает и стреляет из пушки исполинских размеров, способен снимать с соратников негативные воздействия и даже ставить на ноги потерявших сознание (оживлять павших на поле боя героев).
- Гаррисон — в прошлом известный паладин-воин, теперь промышляет наёмничеством. Чувствуя свою вину за смерть отца Галли, он сопровождает и защищает девочку в её странствиях. Гаррисон в команде — основная боевая единица, он наносит наибольший урон и способен вызывать кровотечение у врагов.
- Рыжая Моника — известна в преступных кругах, это коварная красотка, падкая на богатства. Для уничтожения врагов она использует пару пистолетов и иногда закидывает монстров разными бомбами. Ещё преступница умеет становиться невидимой, а после наносить неожиданный удар.
- Алюмон — служитель тайной организации, защищающей остров Полумесяца от угроз. В бою орудует своим щитом, умеет лечить напарников и вытягивать здоровье у врагов.

## Умения персонажей
Каждый из спутников обладает несколькими характеристиками, парой способностей для подземелий, кучей талантов и боевых способностей.
В списке талантов у каждого героя собрано более трёх десятков перков, улучшающих те или иные способности. Таланты сгруппированы в двух категориях, а для их активации нужно тратить очки, накапливаемые с каждым новым уровнем или после чтения специальных книг. Каждый перк имеет свою стоимость и описание, а набор выбранных талантов можно изменить в любой момент кроме боя. Это, кстати, выгодно отличает Battle Chasers: Nightwar от других РПГ-игр и позволяет многократно тестировать различные подборки талантов. В целом, есть немало общих для всех героев перков, например увеличение урона или других характеристик, но достаточно и специфичных талантов, заточенных под боевые способности.
Способности используются, когда группа находится в подземелье. Во время перемещения по комнатам и небольшим локациям можно использовать одну из двух способностей героев с ограниченным количеством применений:
Рыжая Моника ненадолго делает группу незаметной и может своровать деньги или предметы у стоящих рядом монстров.
Алюмон умеет стрелять во врагов зарядом, наносящим урон и ворующим их здоровье, а также оставлять тёмный след, пересекая который враги замедляются и получают урон.
Нолан способен зажечь яркий свет, делающий незаметных врагов видимыми и добавляющий щит в начале боя. Вторая способность — установка ловушки для замедления монстров, в начале боя появляющихся замороженными.
Галли добавляет щит группе перед входом в бой, а также может оглушать всех врагов поблизости. Также весьма полезна способность разрушать стены — тщательно осмотрев некоторые подземелья, вы увидите стены, с которых сыпется песок. Именно в таких местах Галли может одним ударом разрушить стену, за которой спрятаны какие-нибудь сокровища.
Гаррисон умеет одним подкатом быстро пересечь небольшое расстояние, при этом избежав ловушек и получая бонус к проворности в начале боя. А после броска ослепительной бомбы враги начнут бой оглушёнными.
Калибретто лечит всю группу или выстреливает зарядом, поджигающим в начале боя монстров.
Наконец, список боевых способностей содержит по четыре действия, 12 способностей и три могучих приёма для каждого героя. Именно этими приёмами вы будете сокрушать врагов в бою.
Наиболее часто используемые действия — это обычные удары, добавляющие заряд, а также защитные, оздоровительные или улучшающие характеристики комбинации. При наличии очков маны герой может использовать одну из 12 способностей, и именно тут вы встретите самые разнообразные приёмы. Разработчики Battle Chasers: Nightwar прекрасно поработали над анимацией боевых приёмов, так что применение любой способности выглядит эффектно.

## Разработка
8 сентября 2015 года в интернете появились новости, согласно которым бывшие разработчики студии Vigil Games вместе с её основателями Джо Мадурейру и Райаном Стефанелли будут работать над игрой Battle Chasers: Nightwar. Деньги на её создание они планировали получить на Kickstarter, её жанром являлся RPG, а сама она будет в японском стиле. Источником вдохновения для игры стала вселенная комиксов Battle Chasers (которые выходили с 1998 по 2001 годах), создателем которых был Джо Мадурейру.
22 сентября 2015 года стало известно что сбор средств через Kickstarter прошел успешно (при заявленных 500 тыс. долларах было собрано 665 тыс.). 9 марта 2016 года стало известно, что издателем игры станет Nordic Games. В апреле 2017 года игра уже был в раннем доступе в Steam. 3 октября 2017 года состоялся релиз игры.

## Отзывы и продажи
| Сводный рейтинг | Сводный рейтинг | Сводный рейтинг | Сводный рейтинг |
| Издание         | Оценка          | Оценка          | Оценка          |
| Издание         | Switch          | PC              | PS4             |
| --------------- | --------------- | --------------- | --------------- |
| GameRankings    | 79,36 %         | 77,50 %         | 76,46 %         |

Летом 2018 года, благодаря уязвимости в защите Steam Web API, стало известно, что точное количество пользователей сервиса Steam, которые играли в игру хотя бы один раз, составляет 146 382 человека.